# Локомотивне депо

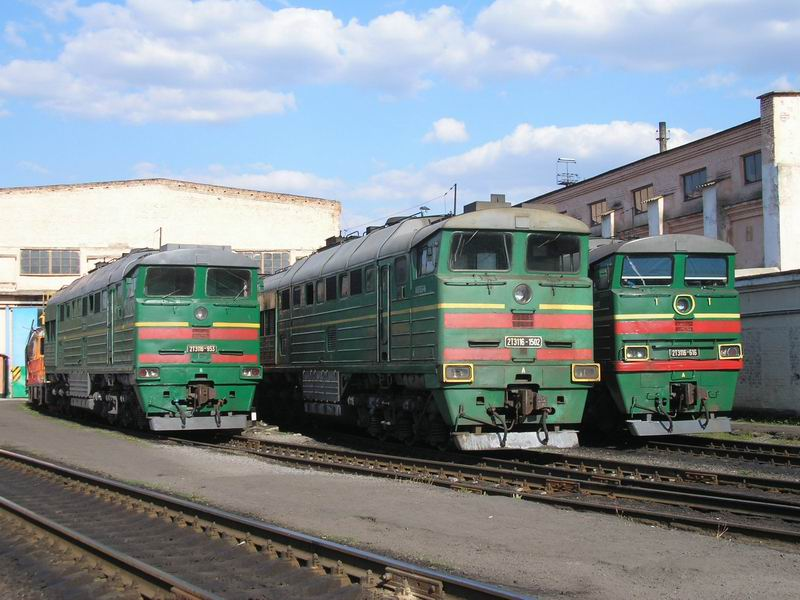
Локомотивне депо «Полтава»

Локомотивне депо (Тягова частина, ТЧ) — депо, в якому проводиться технічне обслуговування або ремонт локомотивів.
Розрізняється два типи локомотивних депо: основні — мають приписний парк рухомого складу за яким й здійснюється у плановому порядку контроль і ремонт та оборотні — призначені для комплектування локомотивів, їх огляду та усунення виявлених несправностей.
Депо будуються на великих станціях, там, де формуються і звідки вирушають в дорогу вантажні та пасажирські потяги. На станціях, які стають вузловими, або відразу, або з часом з'являється локомотивне депо.

## Локомотивні депо України

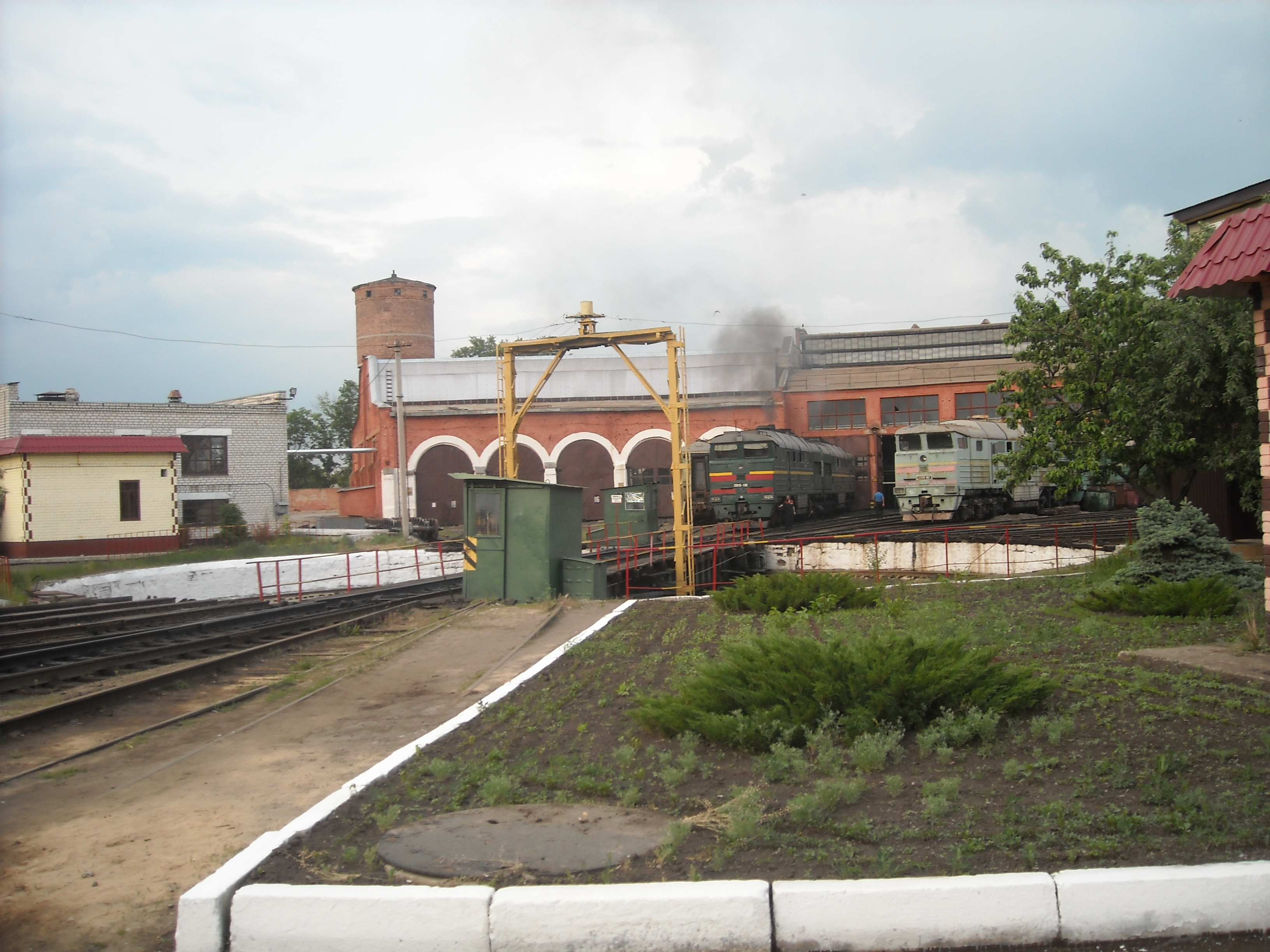
Локомотивне депо Основа

### Львівська залізниця
| Позначення | Назва       | Станція   | Населений пункт | Заснування | Примітки |
| ---------- | ----------- | --------- | --------------- | ---------- | -------- |
| ТЧ-1       | Львів-Захід | Львів     | м. Львів        | 1867       |          |
| ТЧ-3       | Стрий       | Стрий     | м. Стрий        |            |          |
| ТЧ-4       | Львів       | Львів     | м. Львів        |            |          |
| ТЧ-5       | Тернопіль   | Тернопіль | м. Тернопіль    |            |          |
| ТЧ-7       | Ковель      | Ковель    | м. Ковель       | 1873       |          |
| ТЧ-9       | Мукачеве    | Мукачеве  | м. Мукачеве     |            |          |
| ТЧ-10      | Чоп         | Чоп       | м. Чоп          | 1872       |          |
| ТЧ-13      | Чернівці    | Чернівці  | м. Чернівці     |            |          |
| ТЧ-14      | Здолбунів   | Здолбунів | м. Здолбунів    |            |          |

### Одеська залізниця
| Позначення | Назва                 | Станція                                   | Населений пункт | Заснування | Примітки |
| ---------- | --------------------- | ----------------------------------------- | --------------- | ---------- | -------- |
| ТЧ-1       | Одеса-Сортувальна     | Одеса-Сортувальна                         | м. Одеса        |            |          |
| ТЧ-2       | Подільськ             | Подільськ                                 | м. Подільськ    | 1867       |          |
| ТЧ-3       | Рені                  | Рені                                      | м. Рені         |            |          |
| ТЧ-4       | Помічна               | Помічна                                   | м. Помічна      |            |          |
| ТЧ-5       | Імені Тараса Шевченка | Імені Тараса Шевченка                     | м. Сміла        | 1876       |          |
| ТЧ-6       | Христинівка           | Христинівка                               | м. Христинівка  | 1890       |          |
| ТЧ-7       | Знам’янка             | Знам'янка                                 | м. Знам’янка    | 1865       |          |
| ТЧ-8       | Миколаїв              | Миколаїв-Пасажирський, Миколаїв-Вантажний | м. Миколаїв     | 1898       |          |
| РПЧ-9      | Одеса-Застава         | Одеса-Сортувальна                         | м. Одеса        |            |          |

### Південна залізниця
| Позначення | Назва               | Станція             | Населений пункт         | Заснування | Примітки        |
| ---------- | ------------------- | ------------------- | ----------------------- | ---------- | --------------- |
| ТЧ-2       | Харків-Головне      | Харків-Пасажирський | м. Харків               | 1869       |                 |
| ТЧ-3       | Основа              | Основа              | м. Харків               | 1911       | р-н. Основа     |
| ТЧ-5       | Полтава             | Полтава-Південна    | м. Полтава              | 1870       |                 |
| ТЧ-6       | Кременчук           | Кеменчук            | м. Кременчук            | 1871       |                 |
| ТЧ-7       | Ромни               | Ромни               | м. Ромни                | 1875       |                 |
| ТЧ-8       | Смородине           | Смородине           | м. Тростянець           | 1877       |                 |
| ТЧ-9       | Лозова              | Лозова              | м. Лозова               | 1926       |                 |
| ТЧ-10      | Харків-Сортувальний | Харків-Сортувальний | м. Харків               | 1915       | р-н. Сортировка |
| ТЧ-12      | Гребінка            | Гребінка            | м. Гребінка             | 1939       |                 |
| ТЧ-15      | Куп'янськ           | Куп'янськ-Вузловий  | смт. Куп'янськ-Вузловий | 1895       |                 |

### Південно-Західна залізниця
| Позначення | Назва             | Станція               | Населений пункт | Заснування | Примітки     |
| ---------- | ----------------- | --------------------- | --------------- | ---------- | ------------ |
| ТЧ-1       | Київ-Пасажирський | Київ-Пасажирський     | м. Київ         | 1870       |              |
| ТЧ-3       | Козятин           | Козятин I             | м. Козятин      | 1870       |              |
| ТЧ-4       | Жмеринка          | Жмеринка              | м. Жмеринка     | 1870       |              |
| ТЧ-5       | Гречани           | Гречани               | м. Хмельницький | 1913       | р-н. Гречани |
| ТЧ-6       | Шепетівка         | Шепетівка             | м. Шепетівка    | 1873       |              |
| ТЧ-7       | Коростень         | Коростень-Подільський | м. Коростень    | 1903       |              |
| ТЧ-9       | Дарниця           | Дарниця               | м. Київ         | 1932       | р-н Дарниця  |
| ТЧ-11      | Конотоп           | Конотоп               | м. Конотоп      | 1868       |              |
| ТЧ-12      | Щорс              | Сновськ               | м. Сновськ      | 1874       |              |